# Bernard Kolélas
Bernard Kolélas (ur. 12 czerwca 1933, zm. 12 listopada 2009) – kongijski polityk, przewodniczący Ruchu na rzecz Demokracji Konga i Integralnego Rozwoju (MCCDI), premier Konga w 1997 roku.
Kolélas działał w opozycji do rządzącej Kongijskiej Partii Pracy (PCT) w czasach systemu jednopartyjnego. Po zdelegalizowaniu pluralizmu w 1990 był jednym z najważniejszych kongijskich przywódców politycznych. Wystartował w wyborach prezydenckich, w których uległ tylko Pascalowi Lissoubie. W połowie lat 90. objął urząd burmistrza Brazzaville, w trakcie wojny domowej w 1997 pełnił krótko funkcję premiera kraju. Po obaleniu go ze stanowiska 8 lat przebywał na wygnaniu, po czym w wyniku amnestii powrócił do kraju i zasiadł w Zgromadzeniu Narodowym.

## Życiorys

### Edukacja i początki kariery politycznej
Kolélas urodził się w kongijskiej miejscowości Moloki i uczęszczał do szkoły podstawowej i średniej do stołecznego Brazzaville. Za prezydentury Fulbert Youlou był Sekretarzem Generalnym Ministerstwa Spraw Zagranicznych. Kolejny prezydent Alphonse Massamba-Débat ogłosił w sierpniu 1963 nominację Kolélasa na stanowisko Ministra Spraw Zagranicznych, lecz ten zdecydował się oddać stanowisko Davidowi Charles Ganao. W grudniu 1969 Kolélas został aresztowany i spędził miesiąc w więzieniu. W lutym 1964 ponownie aresztowano go, jednak na wniosek premiera Pascala Lissouby został zwolniony. Następnie wyemigrował z Konga do Kinszasy, gdzie założył opozycyjną gazetę La Resistance.

### Działalność opozycyjna
W listopadzie 1969 podjął nieskuteczną próbę obalenia dyktatora Mariena Ngoabiego, za co został skazany na śmierć, jednak wyrok odroczono 1 stycznia 1972. Po raz kolejny aresztowano go w sierpniu 1978 i w więzieniu przebywał do 1980. Później zamieszkał w stolicy kraju w dzielnicy Bacongo. 7 listopada 1988 i 20 listopada 1989 wysłał listy do prezydenta Danisa Sassou-Nguesso proponując dyskusję nad krajowymi problemami przy okrągłym stole.

### MCCDI i URD
W 1989 Kolélas założył partię MCCDI, która po zalegalizowaniu pluralizmu partyjnego w 1990, działała legalnie. W wyborach parlamentarnych 1992 jego partia zdobyła 29 na 150 miejsc w Zgromadzeniu Ludowym, a MCCDI była drugą siłą polityczną po Panafrykańskiej Unia na rzecz Demokracji Społecznej (UPADS). Kolélas wystartował w odbywających się w sierpniu tego samego roku wyborach prezydenckich. Przewodniczący MCCDI kwalifikując się do drugiej tury wyborów, uległ w niej Pascalowi Lissoubie (UPADS). Wybory okazały się porażką dla dotychczasowego prezydenta Denisa Sassou-Nguesso, który był trzeci po pierwszej turze. Kolélas zdobył w II turze 38,68% głosów, jednak największym poparciem cieszył się w okręgu Poll (88,71%), Brazzaville (56,80%), i Kouilou (50,77%), jednak w innych częściach kraju wypadł znacznie słabiej.
Kolélas stanął na czele opozycyjnej koalicji Unii na rzecz Odnowy Demokracji (URD), w skład w której wchodziła MCCDI i PCT z Denisem Sassou-Nguesso. Konflikt między pierwszym demokratycznym prezydentem Lissoubą a opozycją rozgorzał na przełomie maja i czerwca 1993, po kolejnych wyborach parlamentarnych z maja 1993, które opozycja uznała za sfałszowane. Wtedy w zamieszkach śmierć poniosło 2000 osób. W styczniu 1994 wojsko zablokowało dzielnicę Bacongo stolicy kraju w której mieszkał Kolélas i mieściła się siedziba powołanej przez niego milicji Ninja. Zbrojną konfrontacje przerwało porozumienie z 30 stycznia 1994. Publiczne pojednanie między Kolélasem a prezydentem Lissoubą do którego doszło w czerwcu 1994, zaowocowało w lipcu 1994 powołaniem go na stanowisko burmistrza Brazzaville.

### Wojna domowa
Podczas wojny domowej w 1997 Bernard Kolélas był prezesem Narodowego Komitetu Mediacji. Sprzymierzenie się z prezydentem Lissoubą w walce z rebelią wznieconą przez Sassou-Nguesso, doprowadziło go do zajęcia stanowiska premiera rządu jedności narodowej, które piastował od 8 września do 15 października 1997. Rząd Kolélasa składał się z 41 członków, a przed desygnowaniem poszczególnych ministrów, złożył ofertę obsadzenia kilku stanowisk Denisowi Sassou-Nguesso, który propozycję odrzucił.
Lissouba i Kosélas byli zmuszeniu do ucieczki z kraju, kiedy 14 października 1997 rebelianci i wspierające ich siły Angoli przejęły kontrolę nad Brazzaville. Dzień później Sassou-Nguesso ogłosił zniesieniu urzędu premiera i obalenie prezydenta Pascala Lissouby. W listopadzie 1998 Kolélas odrzucił ofertę dialogu z rządem. Bojówki Ninja bezskutecznie próbowały odzyskać kontrolę nad stolicą w grudniu 1998, a przebywający w tym czasie w USA Kolélas zapewniał, iż jego siły są w stanie kontrolować sytuację w kraju co ma zapewnić mu powrót do kraju. Jednak nowy prezydent Denis Sassou-Nguesso, odrzekł iż wojsko ma zdecydowaną przewagę. Kolélas kilka dni później ogłosił, iż powstanie rebeliantów miało powodzenie za sprawą interwencji wojsk Angoli.

### Wygnanie i powrót
4 maja 2000 został skazany na śmierć za gwałty i uprowadzenia dokonane przez jego bojówki podczas wojny domowej, jednak znów do egzekucji nie doszło. W październiku 2005 Kolélas przybył do Konga na pogrzeb swojej żony. Jego wizyta była możliwa, gdyż przyznano mu szczególną amnestię ze względów humanitarnych. Gdy powrócił do Bacango, 13 października 2005 doszło do starć jego zwolenników z policją. Ustawa o amnestii dla Kolélasa została jednogłośnie przyjęta przez Zgromadzenie Ludowe 23 listopada 2005.
Powracając do polityki 24 kwietnia 2007 podpisał umowę sojuszu wyborczego między MCCDI i PCT. W wyborach parlamentarnych w 2007 roku, Bernard Kolélas dostał się do Zgromadzenia Ludowego, startując z okręgu Goma Tse-Tse, gdzie zdobył 86,44% głosów. W Zgromadzeniu Ludowym zasiadał jako najstarszy poseł, przewodniczył pierwszemu posiedzeniu, a także został wybrany 4 września 2007 marszałkiem Zgromadzenia.
Pod koniec 2007 był hospitalizowany w paryskim szpitalu, gdyż podejrzewano u niego chorobę Alzheimera. W 2009 ponownie spędził tam kilka miesięcy na leczeniu. Tam też zmarł 12 listopada 2009 w wieku 76 lat.